# کارلو سفورزا
کارلو سفورزا (انگلیسی: Carlo Sforza؛ ۲۴ ژانویه ۱۸۷۲ – ۴ سپتامبر ۱۹۵۲) یک دیپلمات و سیاست‌مدار ضدفاشیسم اهل ایتالیا بود.

## زندگی و شغل
سفورزا دومین پسر کنت جیووانی اسفورزا (۱۸۴۶-۱۹۲۲)، آرشیودار و مورخ مشهور اهل مونتینیوزو، توسکانی، و الیزابتتا پیرانتونی، از یک خانواده‌ تاجران ثروتمند ابریشم بود. او در لوکا به‌ دنیا آمد. پدرش از نوادگان کنت‌های کاستل سان جیووانی، شاخه‌ای از خاندان سفورزا بود که در قرن پانزدهم و شانزدهم بر دوک‌نشین میلان حکومت می‌کرد. با مرگ برادر بزرگترش در سال ۱۹۳۶، کارلو عنوان ارثی کنت را که در سال ۱۹۱۰ به پدرشان اعطا شد، به ارث برد.